# Patron (câine)
Patron (în ucraineană Патрон, pronunție în ucraineană [pɐˈtrɔn]; în traducere „Cartuș”; n. 20 iulie 2019) este un câine genist⁠(d) de rasa Jack Russell Terrier din Ucraina și mascota Serviciului de Stat pentru Situații Excepționale a Ucrainei⁠(d).
Câinele a devenit cunoscut în timpul invaziei Rusiei în Ucraina din 2022, când meritele sale în localizarea minelor neexplodate dispersate de trupele ruse au fost recunoscute de președintele ucrainean Volodîmîr Zelenskîi prin acordarea Ordinului pentru Curaj⁠(d). Până la 8 mai 2022, Patron găsise 236 de astfel de dispozitive.

## Viață
Patron s-a născut la 20 iulie 2019. Pe când era cățel, a fost cumpărat de Mîhailo „Mișa” Iliev (n. cca. 1990), un tehnician genist de la Serviciul de Stat pentru Situații Excepționale a Ucrainei⁠. Iliev intenționase inițial să ofere cățelul fiului său ca animal de companie, dar s-a răzgândit și a început să-l dreseze pe Patron să găsească explozibile.

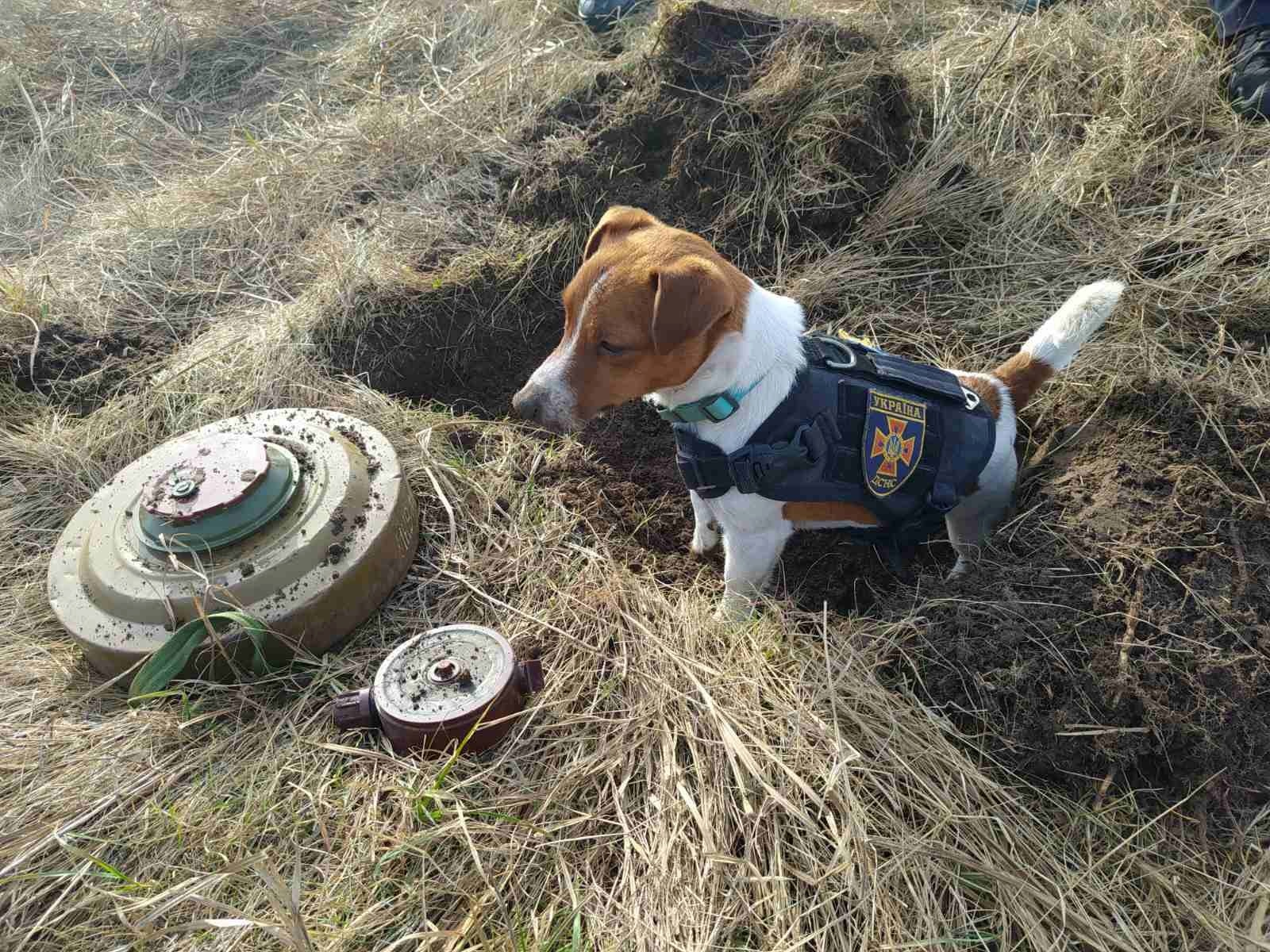
Patron lângă două mine terestre rusești dezamorsate

După invazia Rusiei în Ucraina la 24 februarie 2022, Patron și Iliev au început să contribuie la dezamorsarea bombelor și minelor rusești din preajma orașului natal al lui Iliev, Cernihiv. Patron a devenit celebru după ce Serviciul pentru Situații Excepționale a postat un filmuleț cu el pe Facebook la 19 martie 2022. În înregistrare, Patron este văzut adulmecând în moloz și stând în poala lui Iliev, fiind îmbrăcat într-o mică vestă anti-glonț⁠(d) personalizată cu numele său. Filmulețul a devenit viral⁠(d), fiind publicat la scurt timp și pe Twitter de Ministerul Culturii și Politicii Informaționale⁠(d) din Ucraina a republicat videoclipul pe site-ul de socializare Twitter.
Datorită faimei sale, muncii periculoase pe care o face și aparițiilor în scopuri caritabile, Patron a fost descris drept „o armă neașteptată în rețelele sociale” pentru Ucraina. Popularitatea lui Patron a fost considerată a fi parte a strategiei informaționale ucrainene în timpul invaziei Rusiei (și a propagandei ucrainene în ansamblu) și a contribuit la atragerea atenției asupra problemei deminării teritoriilor eliberate ale Ucrainei.

### Recunoaștere

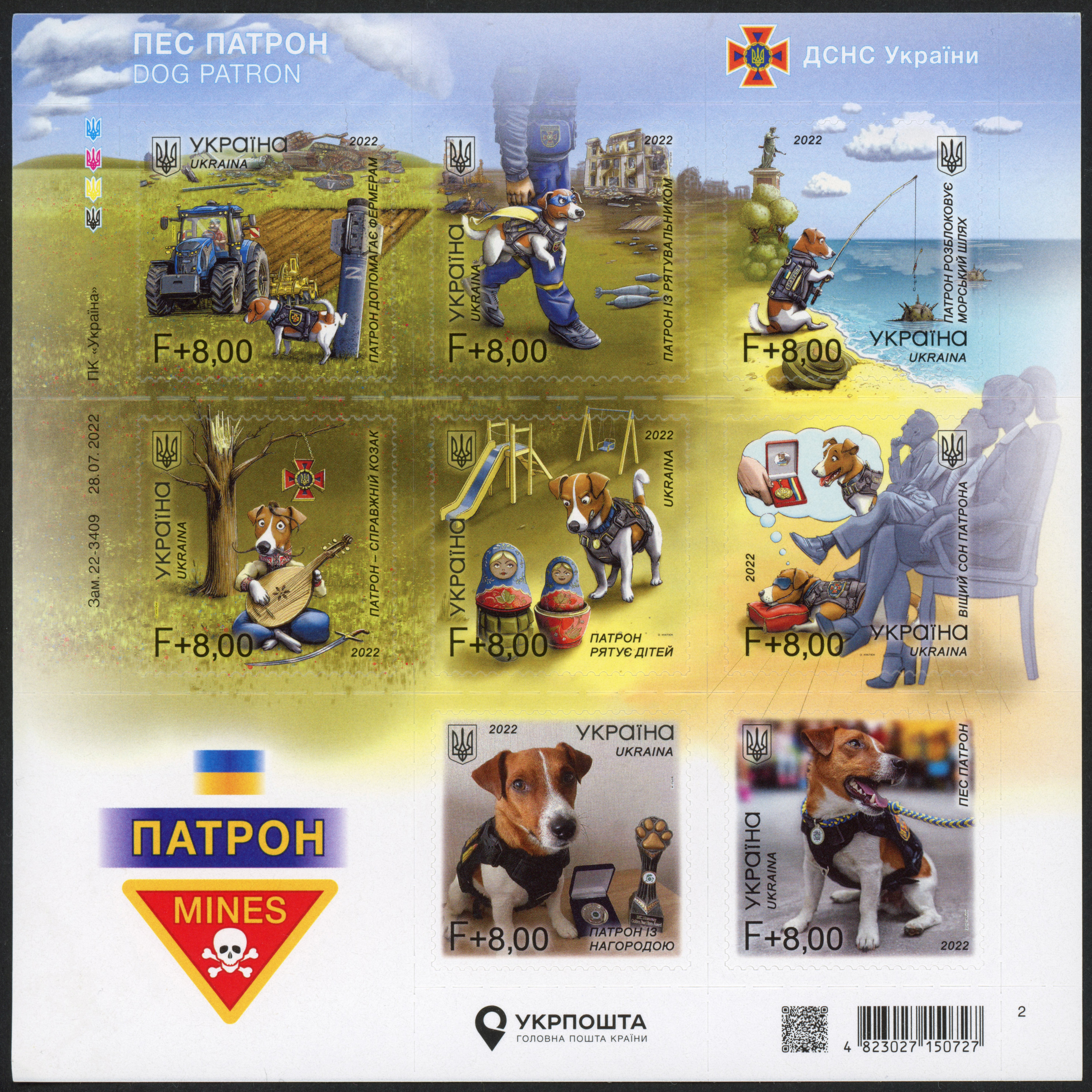
Coală de timbre ilustrându-l pe Patron

La 5 mai 2022, ministrul afacerilor interne⁠(d) Denîs Monastîrskîi⁠(d) a anunțat fondarea Centrului Internațional de Coordinare a Deminărilor Umanitare, a cărui mascotă⁠(d) a devenit Patron. Patru zile mai târziu, președintele ucrainean Volodîmîr Zelenskîi, în timpul unei întrevederi la Kiev cu prim-ministrul canadian Justin Trudeau, i-a conferit lui Patron și lui Iliev Ordinul pentru Curaj⁠(d), clasa a III-a, adresându-le mulțumiri pentru serviciul adus Ucrainei.
La 1 septembrie 2022, Ukrpoșta⁠(d) a început să vândă timbre cu imagini ale lui Patron cu scopul de a strânge fonduri pentru tehnică de deminare și adăposturi pentru animale.
La 20 noiembrie 2022, de Zilei Mondiale a Copilului, Patron a fost declarat de UNICEF drept un „ambasaDOG al bunăvoinței” (în engleză Goodwill AmbassaDOG) în Ucraina.
În ianuarie 2023 și-a început activitatea un canal de YouTube cu desene animate în care Patron este personajul principal. Filmulețele, cu subtitrare în engleză și poloneză, au fost produse cu sprijinul USAID și în parteneriat cu UNICEF.